# Интервенција у медицини
Интервенција у медицини је примена лека, вакцине, поступка (процедуре), уређаја или других могућих облика лечења у фази проучавања. Интервенција може да садржи и мање наметљиве садржаје као што су истраживање, образовање, интервју итд.

## Услови интеревенције
Интервенција се може спроводи у различитим условима који су обично повезани са болестима, поремећајима, синдромима или повредама. Тријас клиничких услова у којима се спроводи интервенција као саставни део проучавања здравственог проблема у медицининским истраживањима су животни век, квалитет живота, здравствени ризици, итд.

## Фазе интервенције
Интервенција у медицини обухвата неколико фаза,
Преинтервентна фаза
Ова фаза се зове и фаза припрема за интервенцију
фаза интервенције
Она обухвата период интервенције који може трајати од неколико минута до више година.
Постинтервентна фаза
Обухвата период праћење резултата интервенције или евалуација резултата добијених у интервенцији. Може да траје више часова, дана или година. 
Понекад је то период који траје до краја живота болесника.